# Gjøvik

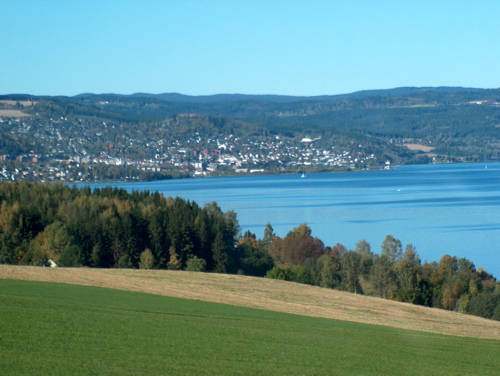
Gjøvik nhìn từ Nordlia

Gjøvik là một xã của tỉnh Oppland, Na Uy. Gjøvik có diện tích là 672 km², chiều ngang Bắc Nam là 36,6 km và chiều dài Đông Tây 30,3 km, với dân số là 29.389 người (Con số vào ngày 31 tháng 3 năm 2013), trong đó có khoảng 18.000 người sống ở trung tâm và 2.600 sinh viên tại trường cao đẳng Gjøvik. Đây là xã lớn nhất của tỉnh Oppland nằm tại phía Tây hồ Mjøsa, trung tâm hành chính là thị xã Gjøvik. Những vùng lớn của xã là Snertingdal, Biri, Gjøvik và Hunndal. Đồi cao nhất là Ringsrudåsen (842 m).

## Lịch sử và kỹ nghệ
Gjøvik được nâng lên thành một xã độc lập vào năm 1861. Thị xã được xây chung quanh khu kỹ nghệ, mà phát triển bên dòng sông Hunnselv và hồ Mjøsasee. Gjøvik Glasværk là công xưởng đầu tiên. Ngày nay Gjøvik là một trung tâm thương mãi và dịch vụ. Những doanh nghiệp chính là nhà thương, trường cao đẳng, hãng Mustad (chế lưỡi câu), Hunton (Vật liệu cách nhiệt) và Hoff (Thức ăn chế biến từ khoai tây).